# Agence de promotion des investissements et des exportations
L'Agence de Promotion des Investissements et des Exportations en abrégé APIEx est un établissement public sous tutelle de la Présidence de la République du Bénin. À sa tête se trouve Sindé G. CHEKETE qui en est l'actuel directeur général,,,,,.

## Composition, attribution, organisation et fonctionnement
Le décret n° 2014-547 du 12 septembre 2014  définit la création, les attributions, l'organisation et le fonctionnement de l'Agence de Promotion des Investissements et des Exportations. Le décret n° 2016-167 du 25 mars 2016 apporte des modifications au décret n° 2014-547 du 12 septembre 2014 qui concerne la création, les attributions, l'organisation et le fonctionnement de l'Agence de Promotion des Investissements et des Exportations du Bénin (APIEx),,.

## Missions et attributions
L'Agence de Promotion des Investissements et des Exportations a pour mission principale de,,,,,:
- favoriser les investissements en mettant en place des mesures de formalisation, d'attraction, de négociation et de suivi des projets d'investissement ;
- effectuer des analyses économiques, juridiques et financières des projets d'investissement soumis à l'approbation du code des investissements ou relevant de partenariats publics-privés ;
- assurer le suivi et faciliter le développement des zones économiques spéciales au Bénin ;
- encourager les exportations en fournissant des services d'information et d'accompagnement liés à l'accès aux marchés internationaux ;
- promouvoir les produits fabriqués au Bénin :
- effectuer une veille stratégique et une analyse économique pour accroître à la fois la quantité et la qualité des investissements privés et des produits destinés à l'exportation.

## Organisation et fonctionnement
Les structures de l'APIEx comprennent:
- Le Conseil d'Administration ;
- La Direction Générale.

### Conseil d'Administration
Le Conseil d'administration est constitué de sept (02) membres, répartis comme suit:
- deux (02) représentants de la présidence de la République;
- un (01) représentant du ministère responsable du Commerce ;
- un (01) représentant du ministère responsable de l'Économie et des Finances ;
- un (01) représentant du ministère responsable du Plan et du Développement ;
- un (01) représentant du ministère responsable des petites et moyennes entreprises ;
- un (01) représentant du ministère responsable des Affaires étrangères et de la Coopération.

Le conseil d'administration est dirigé par l'un des représentants de la Présidence de la République. Les membres du conseil d'administration sont désignés par un décret adopté en Conseil des Ministres, sur la base des recommandations des entités qu'ils représentent, pour un mandat initial de trois (03) ans, renouvelable une (01) fois.

### Direction générale
L'Agence de Promotion des Investissements et des Exportations est supervisée par un Directeur général. Sa nomination est effectuée par décret, sur recommandation du Conseil d'administration, et approuvée par le Conseil des Ministres. Le Directeur général de l'agence est chargé de la gestion quotidienne et de la structure organisationnelle de l'agence. Il est responsable de la mise en œuvre, de la coordination et de la gestion des activités de l'agence, en respectant les orientations définies par le Conseil d'administration.

## Siège
Le lieu principal d'implantation de l'Agence de Promotion des Investissements et des Exportations est établi à Cotonou,,.